# Monochamus laevis
Monochamus laevis är en skalbaggsart som beskrevs av Jordan 1903. Monochamus laevis ingår i släktet Monochamus och familjen långhorningar.
Artens utbredningsområde är:
- Angola.
- Gabon.
- Kenya.
- Rwanda.

Inga underarter finns listade i Catalogue of Life.